# Frank Welsman

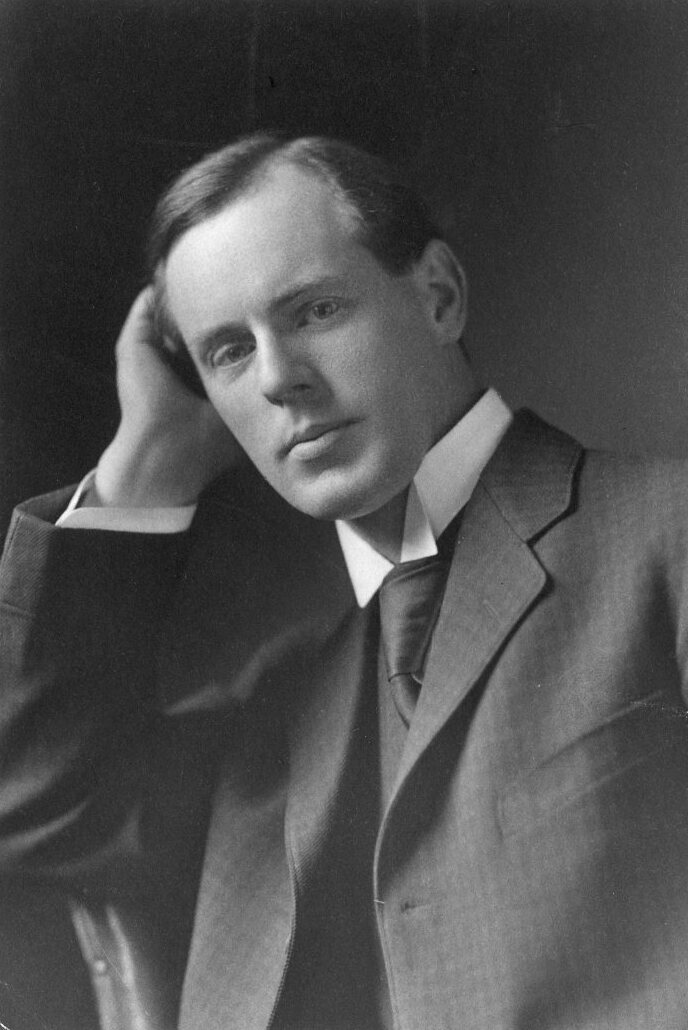
Frank Welsman, ca. 1909

Frank Squire Welsman (* 20. Dezember 1873 in Toronto; † 2. Juli 1952  in Muskoka) war ein kanadischer Dirigent, Musikpädagoge und Pianist.
Welsman studierte am Toronto College of Music Violine und Klavier und von 1894 bis 1897 am Leipziger Konservatorium Klavier bei Martin Krause und Musiktheorie bei Gustav Schreck und Richard Hofmann. Später nahm er noch Klavierunterricht bei Arnold Mendelssohn.
Nach seiner Rückkehr nach Kanada begann er eine Laufbahn als Pianist und unterrichtete am Toronto College of Music. Ab 1906 war er Lehrer am Toronto Conservatory of Music (TCM). Im Folgejahr gab er seine Pianistenlaufbahn auf, arbeitete aber noch weiter als Kammermusiker. Er war Mitbegründer und Dirigent des Toronto Conservatory Symphony Orchestra, aus dem 1908 das Toronto Symphony Orchestra ("Welsman TSO") hervorging. Dieses leitete er bis 1918. In den Sommern 1923 und 1924 dirigierte er auch die  Anglo-Canadian Leather Company Band in Huntsville, Ontario. 1914 gründete er den Welsman Studio Club, in dem zweiwöchentlich Klavierprogramme von Studenten und Lehrern des TCM vorgestellt wurden.
Ab 1918 wechselte Welsman an die  Canadian Academy of Music, deren musikalischer Direktor er 1922 wurde. Nach der Verschmelzung der Canadian Academy of Music mit dem TCM unterrichtete er an letzterem weiter bis 1951. Zu seinen Schülern zählten u. a.  Roy Angus, George Douglas  Atkinson, Margaret Miller Brown, Percy Faith, H. K. Jordan und Kate Bryce Marquis Nelson.
Als Komponist trat Welsman mit einigen Liedern und Instrumentalstücken hervor. Zwei seiner Enkel schlugen ebenfalls eine musikalische Laufbahn ein: John Welsman als Filmmusikkomponist und Carol Welsman als Jazzsängerin und -pianistin.

## Quelle
- Frank Welsman. In:  Encyclopedia of Music in Canada. herausgegeben von The Canadian Encyclopedia (englisch, französisch).

| Personendaten    | Personendaten                                   |
| ---------------- | ----------------------------------------------- |
| NAME             | Welsman, Frank                                  |
| ALTERNATIVNAMEN  | Welsman, Frank Squire                           |
| KURZBESCHREIBUNG | kanadischer Dirigent, Musikpädagoge und Pianist |
| GEBURTSDATUM     | 20. Dezember 1873                               |
| GEBURTSORT       | Toronto                                         |
| STERBEDATUM      | 2. Juli 1952                                    |
| STERBEORT        | Muskoka                                         |